# (6424) Ando
(6424) Ando est un astéroïde de la ceinture principale.

## Description
(6424) Ando est un astéroïde de la ceinture principale. Il fut découvert le 14 mars 1994 à Kitami par Kin Endate et Kazuro Watanabe. Il présente une orbite caractérisée par un demi-grand axe de 3,02 UA, une excentricité de 0,11 et une inclinaison de 11,1° par rapport à l'écliptique.

## Compléments